# Ясявичюс, Роландас
Рола́ндас Яся́вичус (лит. Rolandas Jasevičius; 31 июля 1982, Вильнюс) — литовский боксёр-любитель, бронзовый призёр чемпионата Европы 2004 года, член сборной Литвы на Олимпийских играх 2004 года.